# 어메이징 레드

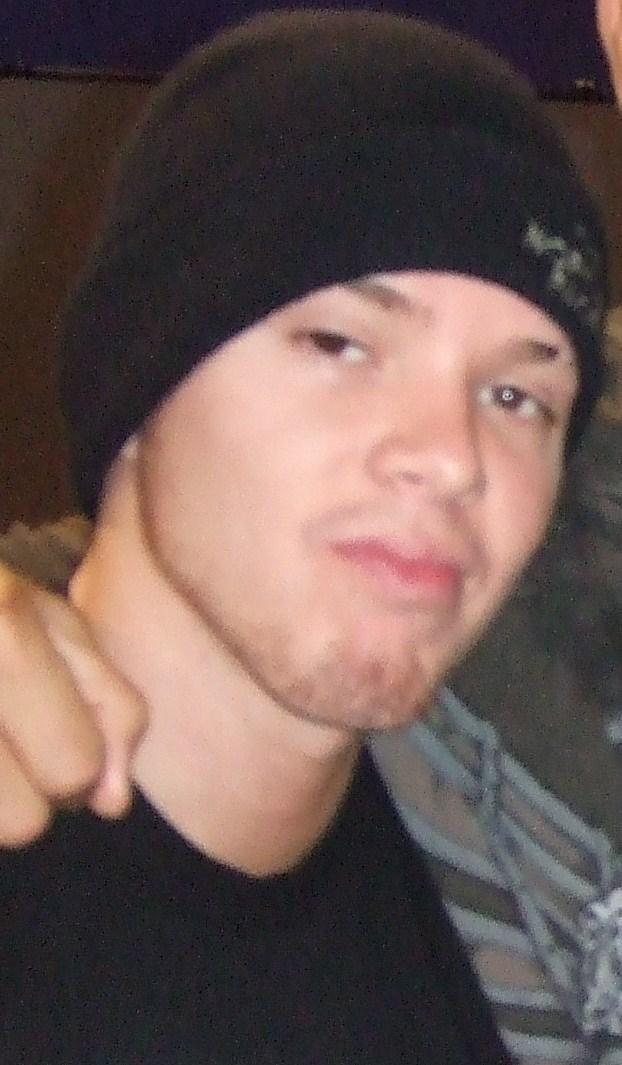
어메이징 레드

어메이징 레드(Amazing Red, 1982년 4월 26일 ~ )는 미국의 프로레슬링선수다. 키는 168cm 몸무게는 68kg이다.